# Відпочинок на шляху до Єгипту (Караваджо)
«Відпочинок на шляху до Єгипту» — картина Караваджо, написана близько 1595—1596 років, одна з перших великомасштабних робіт художника. Нині зберігається в галереї Доріа-Памфілі в Римі. Відпочинок святого сімейства, як частина загальнішого сюжету з Євангелія від Матвія про втечу до Єгипту від улаштованого царем Іродом побиття немовлят, був популярним у живопису того часу, але картина Караваджо з ангелом, який грає на скрипці, відрізняється незвичною композицією.

## Опис
Сюжет про відпочинок на шляху до Єгипту, що не має біблійної основи, з'явився в ранньому середньовіччі з корпусу легенд та оповідей навколо новозаповітної історії про втечу святого сімейства до Єгипту. Найдокладніше його описано в 20-му розділі апокрифічного Євангелія псевдо-Матвія. За легендою, коли Йосип із Марією зупинилися в дорозі відпочити у фруктовому гаю, немовля Ісус велів деревам нагнути гілки, щоб Йосип міг дістати плоди, а джерельній воді вилитися з-поміж деревного коріння для вгамування спраги батьків. Протягом століть ця історія обросла безліччю подробиць.
На картині зображено сплячу Діву Марію з немовлям Ісусом і святого Йосипа, що тримає нотний рукопис перед ангелом, який грає на скрипці гімн Діві Марії. Стрижнем картини є ангел, який композиційно поділяє її на дві половини. Примітною є його поза, майже ідентична позі Пороку на широко відомій картині «Геркулес на роздоріжжі» Аннібале Карраччі, яка, можливо, надихнула Караваджо. Пейзаж на картині несе символічний сенс: поруч із Йосипом суха рослина, а навколо Діви Марії — квітуча природа. Можливо, вся композиція картини символізує шлях християнського порятунку від неживого каменю через тварину, людину та ангела до кінцевої мети — божественного в образі Діви Марії.

## Дата створення і власники
Датування картини залишається предметом дискусій. За Джуліо Манчіні, біографом Караваджо, «Мадонну на шляху до Єгипту» замовив монсеньйор Фантіно Петриньяні з римського приходу Сан-Сальваторе-ін-Лауро, що прихистив Караваджо на початку 1594, коли той покинув майстерню Джузеппе Чезарі. Багато мистецтвознавців не визнають цього твердження, зважаючи на акцент картини на темі музики та відсутність її в описі картин Петриньяні 1600 року. Припускали, що картину замовив кардинал П'єтро Альдобрандіні, захоплений шанувальник музики, однак і в описі його картин 1603 року немає слідів роботи Караваджо. Картини могли бути написаними для кардинала Франческо дель Монте, в якого Караваджо фактично був домашнім художником від 1595 або 1596 року. У нотах на картині записано мотив фламандського композитора Ноеля Баулдевейна зі словами з Пісні Пісней, присвяченими Мадонні: Quam pulchra es (Яка прекрасна ти), що цілком доречно для витонченого інтелектуального смаку кардинала і унеможливлює написання подібної картини не на замовлення. Достовірно відомо лише, що після смерті Караваджо картина стала власністю Олімпії Альдобрандіні, небоги папи Климента VIII та другої дружини кардинала Камілло Франческо Марія Памфілі. Відтоді робота залишається в родини Памфілі, в галереї якої перебуває зараз.